# Cerkiew św. Mikołaja w Polanie
Cerkiew św. Mikołaja w Polanie – drewniana, dawna cerkiew greckokatolicka w Polanie zbudowana w 1790. 
Od 1969 użytkowana przez kościół rzymskokatolicki. Do powstania w 1982 parafii w Polanie, kościół filialny parafii Podwyższenia Krzyża Świętego w Czarnej, następnie parafialny w okresie 1982–2013, do czasu wybudowania nowego kościoła. Obiekt włączony do podkarpackiego Szlaku Architektury Drewnianej.

## Historia
Według lokalnej tradycji wzniesiona została w XVI lub XVII w. jako rzymskokatolicka kaplica dworska, przekazana następnie Rusinom przez właściciela wsi z rodu Urbańskich w zamian za pomoc przy budowie nowego kościoła, a 1790 dotyczy remontu lub też ponownej konsekracji świątyni. Na potwierdzenie tej tezy przywoływany jest fakt, że jeszcze niedawno we wnętrzu cerkwi znajdowała się XVII-wieczna płyta nagrobna członka rodu Romerów - ówczesnych właścicieli wsi.
W roku 1922 cerkiew została poddana remontowi. Przedłużono też nawę. W 1937 wykonano nową polichromię. Po roku 1951 stała opuszczona. Przejściowo znajdował się w niej magazyn zboża.

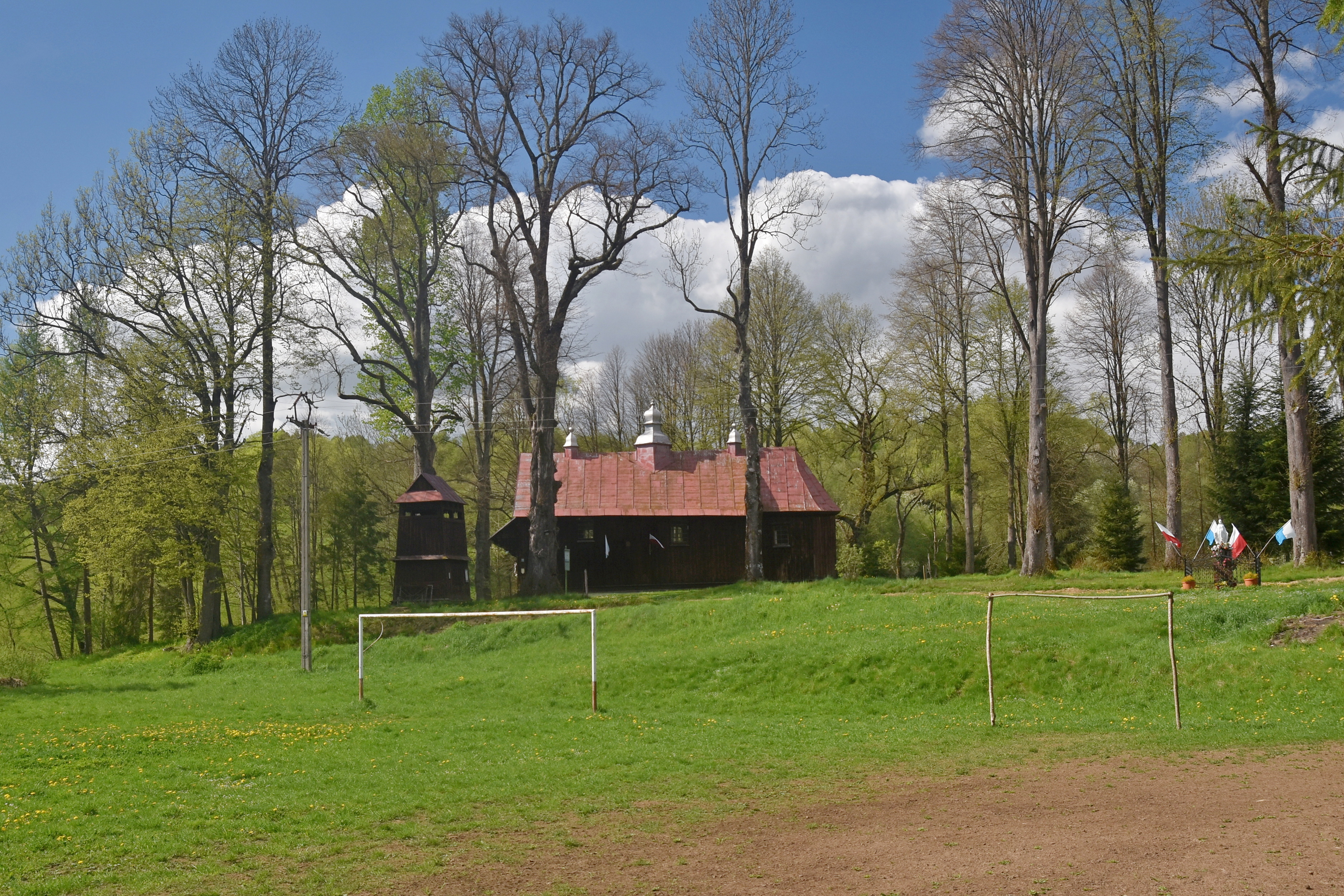
Widok ogólny
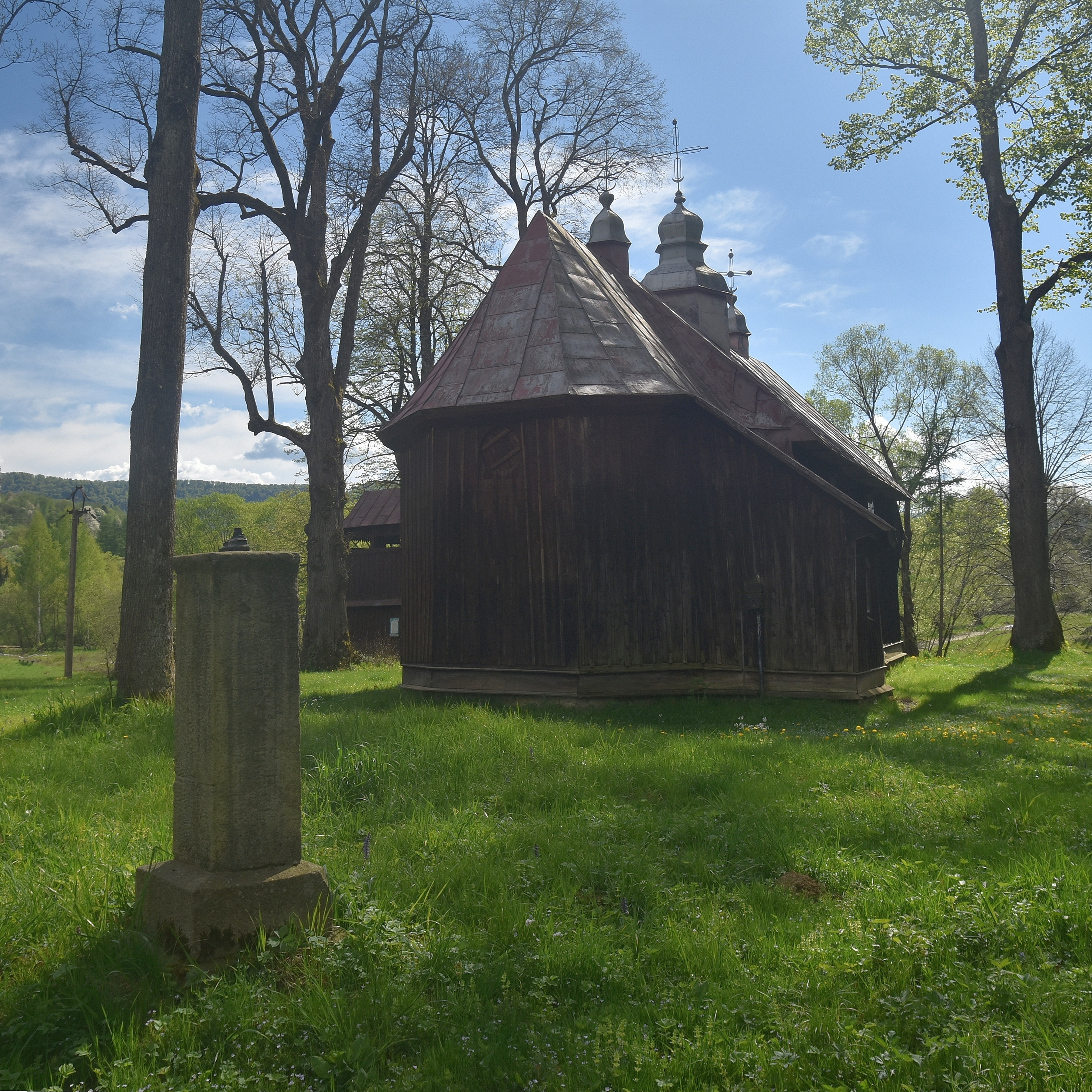
Widok od strony prezbiterium
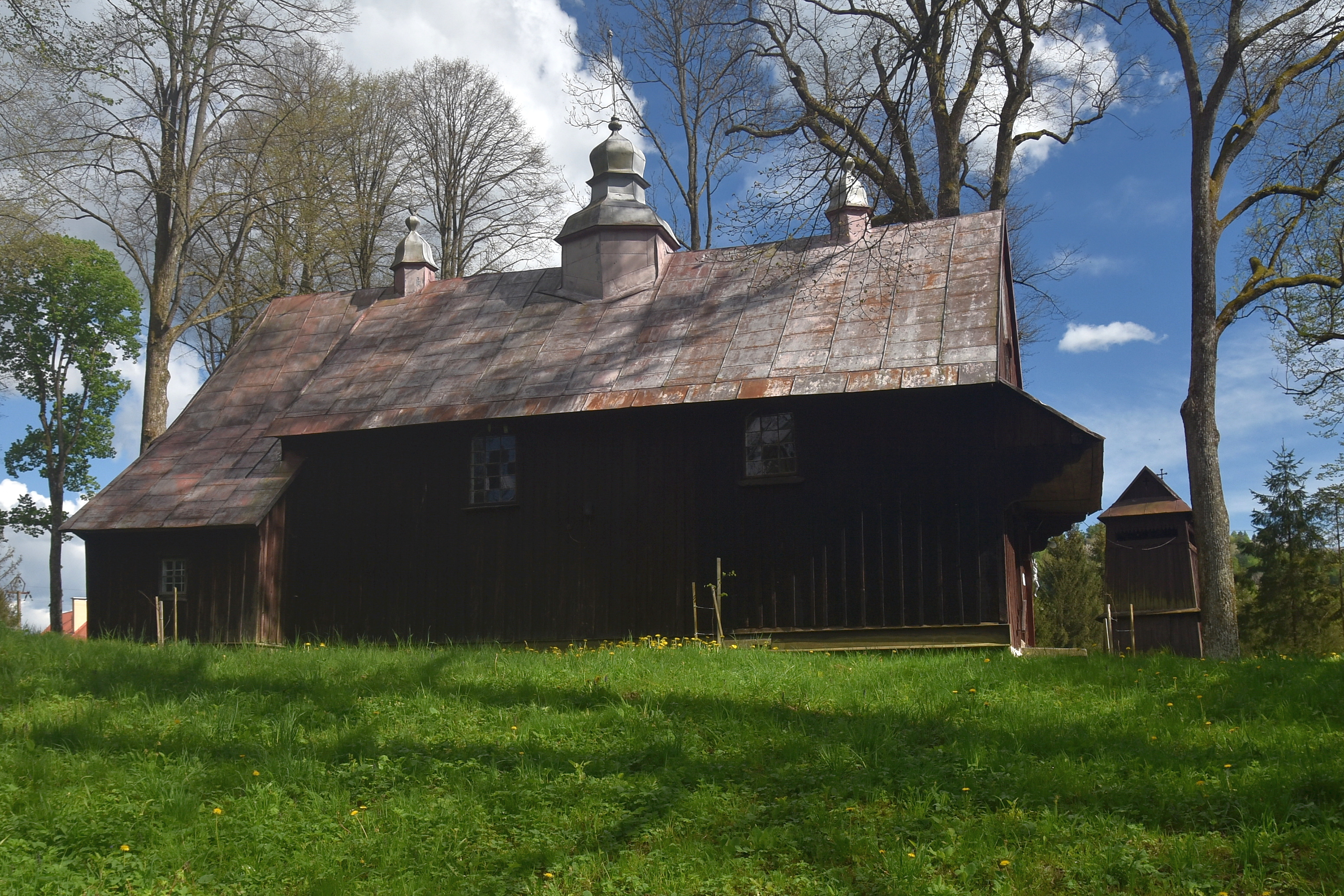
Elewacja boczna

## Architektura i wyposażenie
Cerkiew o konstrukcji zrębowej, dwudzielnej. Wydłużona nawa i węższe prezbiterium. Dwuspadowy dach zwieńczony trzema wieżyczkami. Ikona świętego Mikołaja z cerkwi znajduje się w sanockim skansenie. 
Przy cerkwi dwukondygnacyjna dzwonnica z 1922 o konstrukcji słupowej. W 2024 r. przeprowadzono jej rozległy remont, w zakres którego weszły następujące prace: osuszenie i izolacja fundamentów, wymiana konstrukcji dachu i wykonanie nowego pokrycia dachowego oraz odnowienie i konserwacja całej konstrukcji.

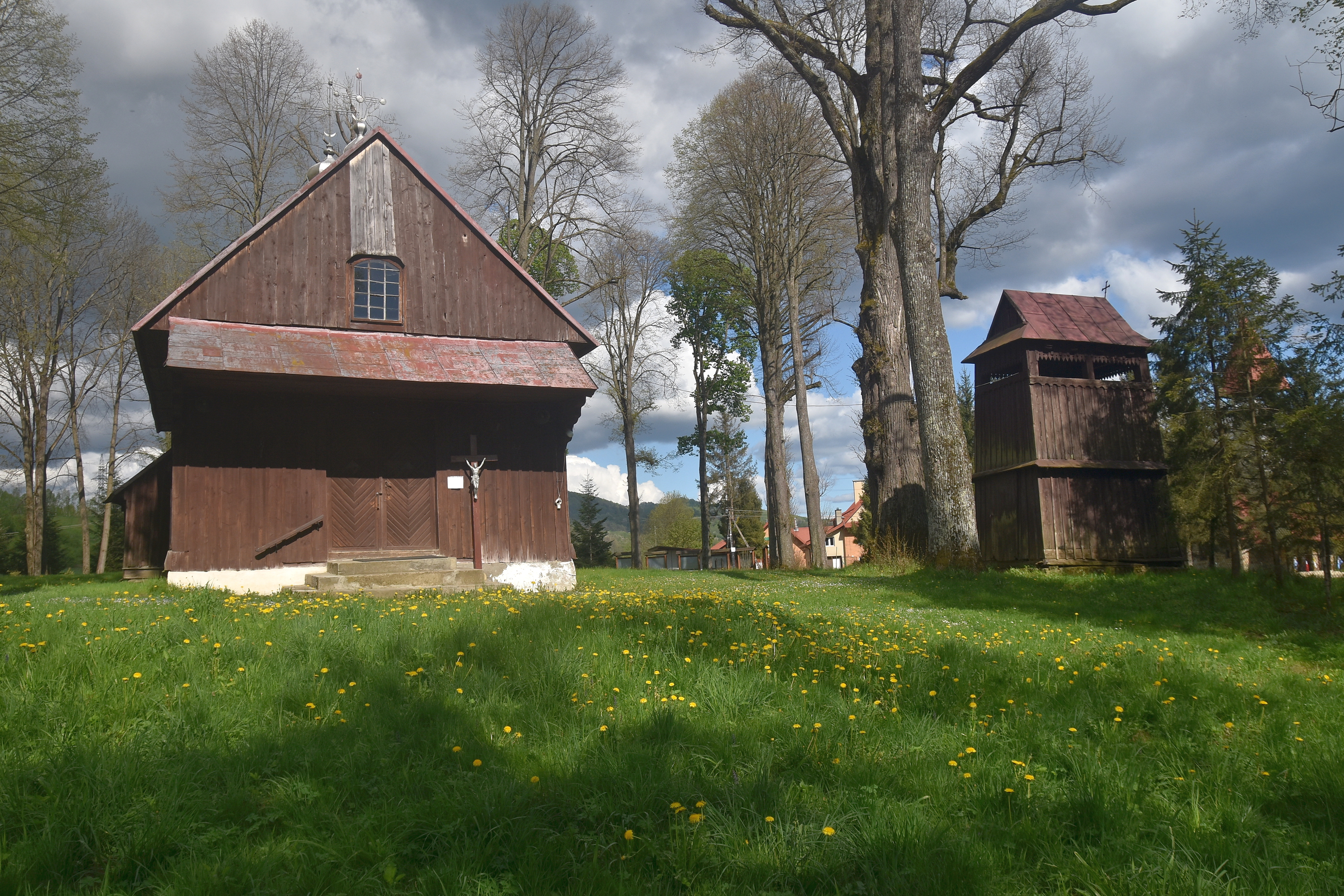
Elewacja frontowa
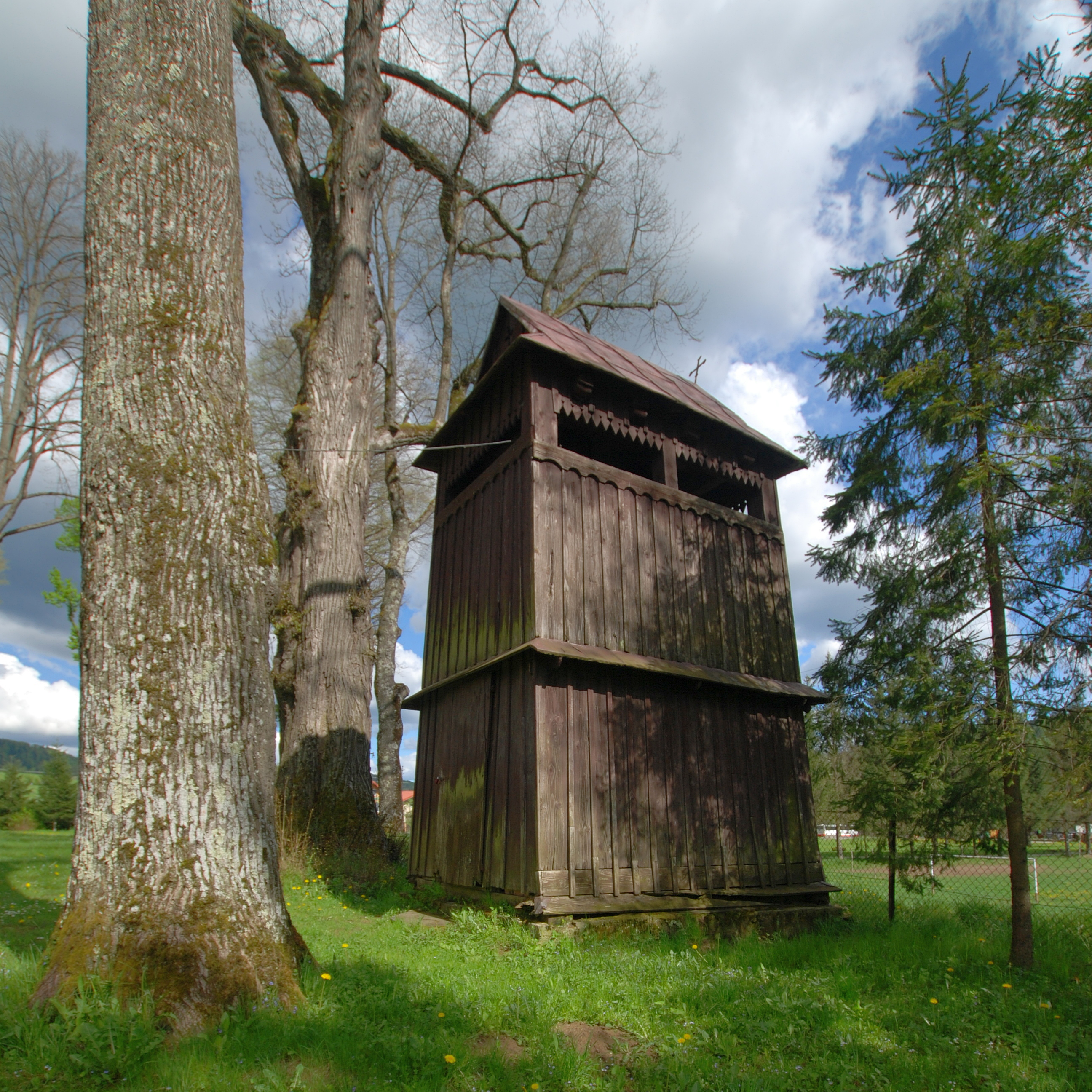
Dzwonnica
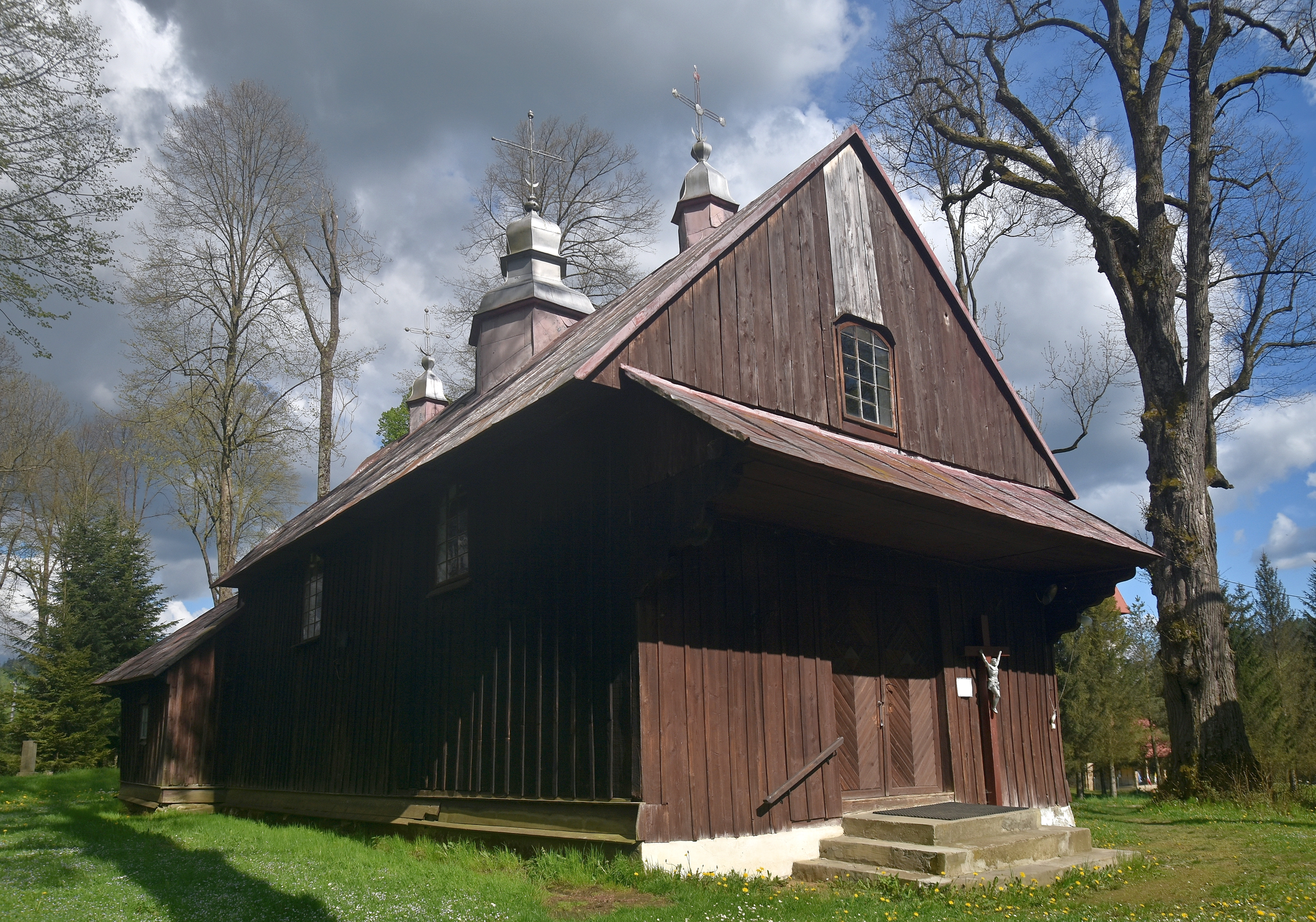
Elewacja boczna